# Легенда про Шукача
«Легенда про Шукача» (англ. Legend of the Seeker) — американський фентезійний пригодницький телесеріал 2008—2010 років, заснований на серії романів Меч істини письменника Террі Гудкайнда. Поширювався в США на Disney-ABC Domestic Television, ABC Studios виступила продюсером, що було її дебютом у синдикаційній трансляції разом із Семом Реймі, Робертом Тапертом, Джошуа Доненом, Недом Наллемом і Кеннетом Біллером, які стали виконавчими продюсерами Шукача. Прем'єра відбулася 1 листопада 2008 року, телесеріал нараховує два сезони, поки його не скасували в 2010 році.
Річард Сайфер — Шукач Істини, воїн, якому судилося позбавити Серединні Землі від тирана Даркена Рала. У цьому йому допомагає сповідниця Келен Амнел і чарівник першого рангу Зедікус Зул Зорендер. У другому сезоні Даркен Рал переможений, і в Річарда з'являється могутніший ворог — Володар підземного світу. До його бойової команди приєднується Кара — морд-сит, яка раніше служила Ралу.
Телесеріал має віддалене відношення до сюжету книги, особливо у фіналі. Взяті основні персонажі й образи, цитуються окремі ситуації, але, в цілому, сюжет серйозно перебудований.

## Ролі
- Крейґ Горнер — Річард Сайфер (сезони 1 і 2), Шукач Істини. Коли Даркен Рал послав своїх солдат, щоб убити кожного первістка в Бреннідоні, Зедд врятував Річарда шляхом приведення його до Хартленда, сім'ї Джорджа і Мері Сайфер. У сезон 1, епізод 1, «Пророцтво», Келен прибуває в Хартленд, щоб знайти Річарда і Зедда. Зедд говорить Річарду, хто він насправді, — Шукач, якому судилося перемогти Даркена Рала. Разом вони складають магічне тріо, щоб перемогти диктатора Рала, але після перемоги вони спричинили розрив в завісі, що відділяє світ живих від Підземного світу, і вони повинні тепер знайти Камінь Сліз, щоб запечатати розлом.
- Бріджет Ріган — Келен Амнелл (сезони 1 і 2), Мати-сповідниця, стає нею в першому сезоні, епізод десять, «Жертвопринесення». Після того, як Річард називається Шукачем, вона присягнулася захищати ціною власного життя. В разі необхідності вона сповідує людей, щоб мати над ним повний контроль.
- Брюс Спенс — Зеддікус З'ул Зорандер (сезони 1 і 2), Перший чарівник і маг першого рангу. Після того, як Річард названий Шукачем Істини, він клянеться захищати його ціною власного життя. Він важливий член команди, особливо з питань, пов'язаних з магією. Він ніколи не поспішає, завжди беручи до уваги наслідки своїх дій. В епізоді 4, сезон 1, він відкривається Келен, що він дід Річарда.
- Табрет Бетел — Кара Мейсон (2 сезон), морд-сіт. Вона є тією, хто допоміг вбити Річардові Даркена Рала. У сезоні 2, епізод один, її сестри зрадили її, а Річард врятував. Після цього інциденту і, розуміючи, що Річард — законний Лорд Рал, почала захищати його. Кара — гарна і молода жінка, проте цинічна і гостра на язик. Але під впливом Річарда її характер стрімко змінюється.
- Крейг Паркер — Даркен Рал (сезони 1 і 2), брат Річарда і імператор Д'Хари. Одного разу послав своїх вбивць, щоб убити кожного первістка в Бреннідоні. Після цього Рал намагається постійно убити Річарда. У сезоні 2 Рал силами Річарда воскрес, і повернувся в світ живих. В оригінальному романі Рал був батьком Річарда.
- Брук Вільямс — Дженсен (сезони 1 і 2)

## Виробництво

### Реліз
Трансляція перших двох серій першого сезону телесеріалу відбулася в США 1 листопада 2008 року.
Прем'єра телесеріалу відбулася того ж року, що й іншого телесеріалу, який також був скасований лише через два сезони. Цим телевізійним серіалом став Термінатор: Хроніки Сари Коннор (2008).
Перший сезон випущений на DVD в Новій Зеландії в 2010 році, а другий сезон — у 2012 році.

### Зйомки
Спочатку телесеріал називався «Перше правило чарівника» (на честь першої книги в серії «Меч істини»). Проте пізніше шоу переназвали на «Легенду про Шукача» за пропозицією Гудкайнда. Продюсери хотіли диференціювати телешоу від книг, а тому це надало би їм можливість висвітлити історію з усіх книг серії.
Крейг Горнер і Бріджет Ріган пройшли шість тижнів курсів з верхової їзди і тренувальних трюків до початку зйомок. До свого першого прослуховування вони ніколи не читали серію книг «Меч істини».
Бріджет Ріган і Табретт Бетелл стали близькими подругами під час зйомок.
Бріджет Ріган зустріла свого чоловіка, помічника режисера Емона О'Саллівана на знімальному майданчику. 27 грудня 2010 року акторка народила їхню спільну дочку Френкі Жан.
Кожен з костюмів був виготовлений на замовлення з нуля.

### Акторський склад
Це перше телевізійне шоу Роба Таперта і Сема Реймі, де не грає Люсі Лоулесс.
Морд'Сіт Кара Мейсон стала регулярним персонажем у другому сезоні телесеріалу. Табретт Бетелл отримала велику кількість фанатів за зображення Кари Мейсон.
Крейг Паркер і деякі запрошені актори перейшли пізніше в інший проект Роба Таперта і Сема Реймі — «Спартак: Війна проклятих» (2010).
Хоча Табретт Бетелл є оголеною в епізодах 2.1 і 2.12, глядачі бачать тільки її голу спину, обличчя і плечі. Табретт Бетелл з'явилася цілком оголеною в австралійському фільмі жахів 2010 року «Клініка».
Багато хто з учасників акторської команди мали ролі в т/с «Зена: Принцеса-воїн» (1995), «Геркулес: Легендарні подорожі» (1995), «Молодий Геркулес» (1998), «Клеопатра-2525» (2000), а також у проекті каналу STARZ «Спартак: Війна проклятих» (2010).

### Плани на продовження
Якби це шоу не було скасовано, сюжет третього сезону розгортався би навколо Даркена Рала, який збирався відновити імперію Д'Хари.

## Сприйняття
Оцінка на сайті IMDb — 7,7/10.
Критики характеризували телесеріал, як «Володар перснів зустрічає Зену».